# Використання ресурсів in situ

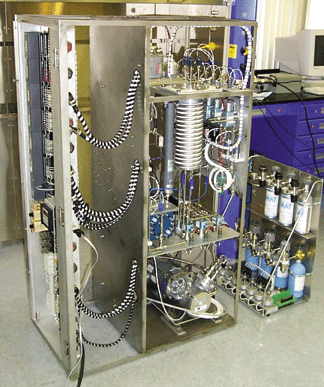
Установка НАСА для отримання води із CO_{2} і H_{2}

Використання ресурсів in situ (In situ — з лат. — на місці) — у дослідженні космосу визначається як збирання, обробка, зберігання та використання матеріалів, що зустрічаються протягом космічних досліджень. Внаслідок цього зникає необхідність доставляти їх із Землі. Такі ресурси можуть застосовуватися для системи підтримки життєдіяльності, виготовлення ракетного палива, матеріалів будівництва, енергії для космічних апаратів.
Наразі єдиним методом BPIS є використання сонячної енергії шляхом застосування фотовольтаїки. Інші під час космічних місій не застосовували, хоча було проведено кілька випробувань.

## Марс
Дослідження використання ресурсів in situ на Марсі пов'язані насамперед із можливістю виробництва там елементів палива, а саме: метану (пальне) та кисню (окисник). Вони необхідні для роботи безпосередньо на місці, але в основному — для повернення на Землю космічних апаратів. Останні можуть бути безпілотними і містити зібрані на Марсі зразки, дослідити які можна лише на Землі, або пілотованими.
Основним способом є використання реакції Сабатьє за підвищених температурі (300—400 °C) та тиску із нікель-каталізатором:
{\displaystyle {\ce {CO2 + 4H2 -> CH4 + 2H2O}}}
∆H = −165,0 кДж/моль.
Діоксид вуглецю, отриманий із атмосфери Марса, реагує із невеликою кількістю водню, привезеного із Землі. В результаті отримується метан (пальне) та вода. Проведення електролізу води дає змогу отримати кисень (окисник) та водень, який можна використовувати як пальне, а також — для реакції Сабатьє:
{\displaystyle {\ce {2H2O -> 2H2 + O2}}}
Кисень також можна отримати із наступної реакції:
{\displaystyle {\ce {2CO2 -> 2CO + O2}}}.
Отримані гази для палива перед використанням або зберіганням необхідно зріджувати.
У 2011 році НАСА здійснювало переробку штучної марсіанської атмосфери на експериментальній установці, масою 50 кг та потужністю 700 Вт. Установка працювала протягом п'яти днів, виробляючи 1 кг/день CH4/O2 із чистотою метану 98+%. Планувалося, що для отримання 1 т палива необхідно використати 17 МВт·год енергії.
Програма НАСА Mars Surveyor 2001 повинна була продемонструвати виробництво кисню із атмосфери Марса та методи зменшення впливу атмосферного марсіанського пилу, який перешкоджає «збирати» сонячну енергію спеціальними панелями. Але вона була відмінена. Наступна місія Mars 2020 споряджена пристроєм MOXIE для видобутку кисню.
Компанія SpaceX, яка прагне колонізації Марса, має намір у 2022 році відправити туди свій Космічний корабель BFR з метою підтвердження наявності достатньої кількості водних ресурсів. Вода їм необхідна для отримання водню in situ для початкової реакції Сабатьє. SpaceX планує видобувати її із водяного льоду, що знаходиться на деякій глибині під поверхнею ґрунту.
Для колонізації планет чи їх природних супутників будуть потрібні місцеві будівельні матеріали, наприклад, такі, як реголіт. Дослідження, що проводилися над сумішшю штучного марсіанського ґрунту, епоксидної смоли та тетраетил ортосилікату, показали досить високі параметри міцності, стійкості та гнучкості матеріалу, що був отриманий.
Будівництво підземних споруд можливо здійснювати із базальта, оскільки він має гарні термоізоляційні властивості. На певній глибині під поверхнею живі організми будуть захищені від радіації.
Завдяки вищезазначеним реакціям на Марсі можна виробляти пластмаси. Наприклад, спочатку отримати етилен C2H4 (каталізатор — залізо):
{\displaystyle {\ce {2CO + 4H2 -> C2H4 + 2H2O}}},
а з нього — поліетилен та поліпропілен.

## Місяць
Уже давно існує припущення, що фотоелектричні комірки, а з них і сонячні панелі, можна виготовляти безпосередньо на Місяці, позаяк у його ґрунті у достатній кількості наявні кремній та алюміній. Природний вакуум на поверхні Місяця забезпечить відмінні умови для виробництва. Створені таким чином панелі можуть використовуватися не лише на місячній поверхні, а й на його орбіті. Також можливе відправлення таких панелей на навколоземну орбіту та застосування їх у складі Орбітальної енергетичної системи. Вона може слугувати альтернативним джерелом сонячної енергії, накопичуючи та відправляючи її на Землю у вигляді мікрохвильового променю.
Однією із методик обробки місячної сировини є використання фтору, що доставляється із Землі у вигляді флуориду калію. Із місячного анортиту можна виплавляти алюміній, кальцій, кисень. Також анортит підходить для виробництва скла (кварцове і скловолокно) та кераміки. У лабораторіях вже пройшли успішні тести з використанням симуляторів місячного ґрунту. Скло, зроблене на Місяці чи Марсі буде мати кращі оптичні характеристики, ніж отримане на Землі, оскільки виробництво було безводним.
Для видобутку кисню на Місяці було запропоновано понад двадцять різних методів. Він часто зустрічається у багатих залізом місячних мінералах, наприклад, у вигляді оксиду заліза. O2 може бути екстрагований шляхом нагрівання матеріалу до температури вище 900°С із додаванням водню:
{\displaystyle {\ce {FeO + H2 -> Fe + H2O}}}
Цей метод тим паче став актуальним після відкриття космічним апаратом Клементина на полюсах Місяця реголіту, що містить достатньо водню. Реголіт, після деякої обробки, також може бути використаний як будівельний матеріал.